# 広園寺
広園寺（こうおんじ、旧字体：廣園寺）は東京都八王子市にある臨済宗南禅寺派の寺院である。山号は兜卒山（とそつざん）。境内は東京都の史跡に指定されている。

## 歴史
『新編武蔵風土記稿』によれば、康応元年（1389年）8月、大江広元の後裔である片倉城主大江師親が峻翁令山を招聘して創建したとされる。ただし、この伝えには確証はなく、開基については他にも諸説ある。一説には、大江師親の子道広の開基と言われ、また、「江氏系譜」によれば、大江氏惣領家（時広流）嫡流長井氏5代長井貞秀の次男長井広秀が康応元年（1389年）に開基したという。
八王子一帯には高乗寺（長井広秀の開基か）や慶泉院（長井家の祖である時広の開基）など、臨済宗南禅寺派に属し、創建時期が近い寺もいくつかあり、武蔵国永井氏の祖と明記された過去帳も存在しており、長井氏（永井氏）開基ではあるが誰かを特定するには少し調査を要する。長井氏から永井氏に変えたのは不運続く長井家が絶えずに永久に続くようにと願いを込め永井氏に変えたと口伝が残されている。また、永井氏の菩提寺は慶泉院に集約されている。
寺域は十数万坪あったとされ、塔頭10か寺を有したが、天正18年（1590年）の豊臣秀吉の小田原征伐に際して八王子城落城と共に焼失した。その翌年、徳川家康から15石の朱印状を得て再興した。
元禄10年（1697年）には、大火で江戸時代初期創建の山門を除き、全て焼失した。その後、総門・仏殿・鐘楼が再建された。

## 建築物
- 総門 - 天保元年（1830年）再建、桁行一間・梁間一間、一重で切妻造。
- 山門 - 三間一戸、二重門、入母屋造で、室町時代から伝わる寺額を掛けている。
- 仏殿 - 文化8年（1811年）再建、桁行三間・梁間三間、一重、寄棟造。
- 鐘楼 - 桁行一間、梁間一間、一重、宝形造で、応永4年（1397年）及び、応仁2年（1468年）の旧銘及び、慶安2年（1649年）の改鋳銘を持つ鐘がある。

これら南北一直線に並ぶ総門・山門・仏殿・鐘楼は東京都の有形文化財に指定されている。

## 所在地
東京都八王子市山田町1577

## 交通アクセス
- 京王線山田駅から徒歩約7分。

## ギャラリー

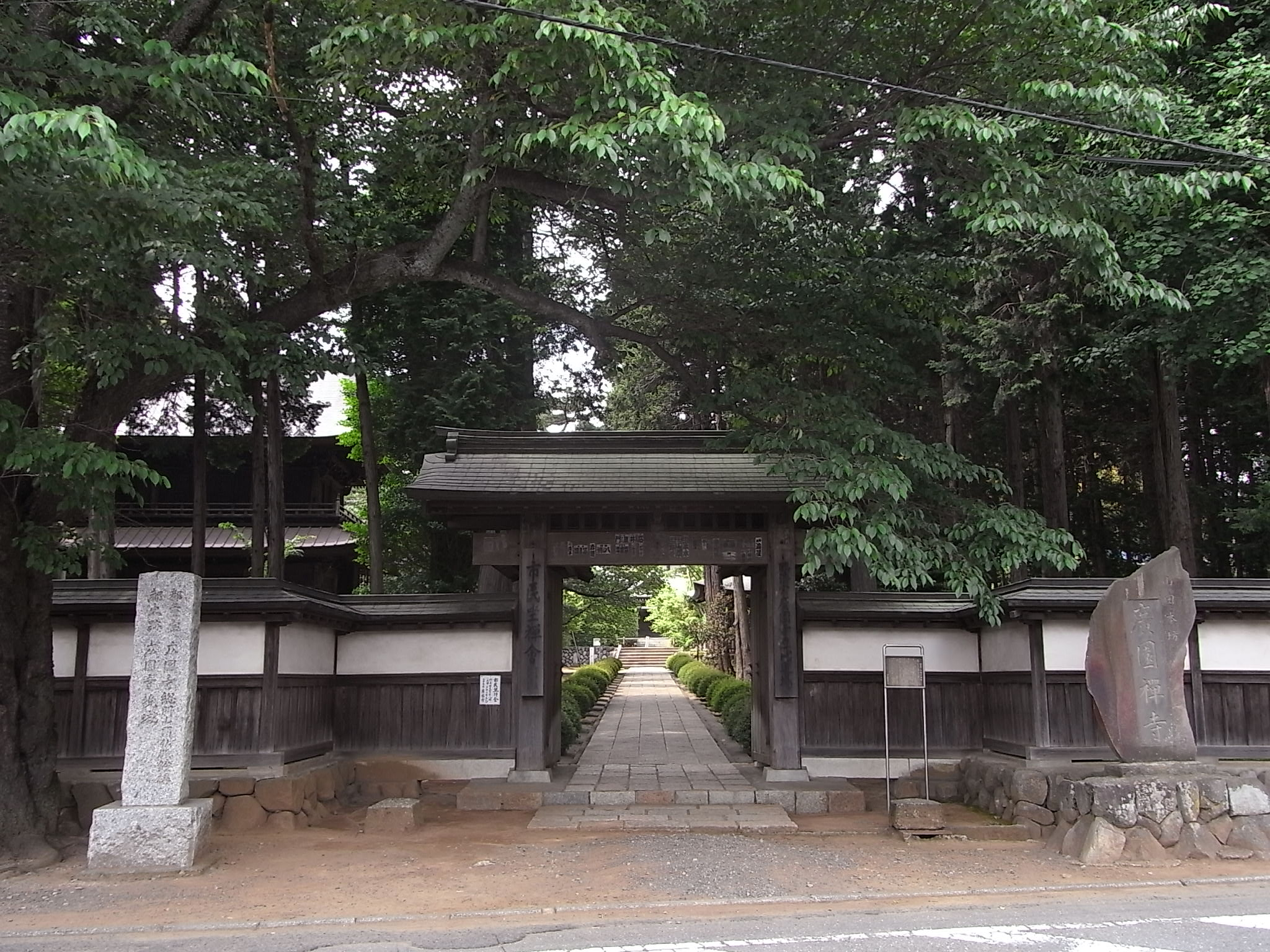
公道から広園寺を見る（2009年5月23日撮影）
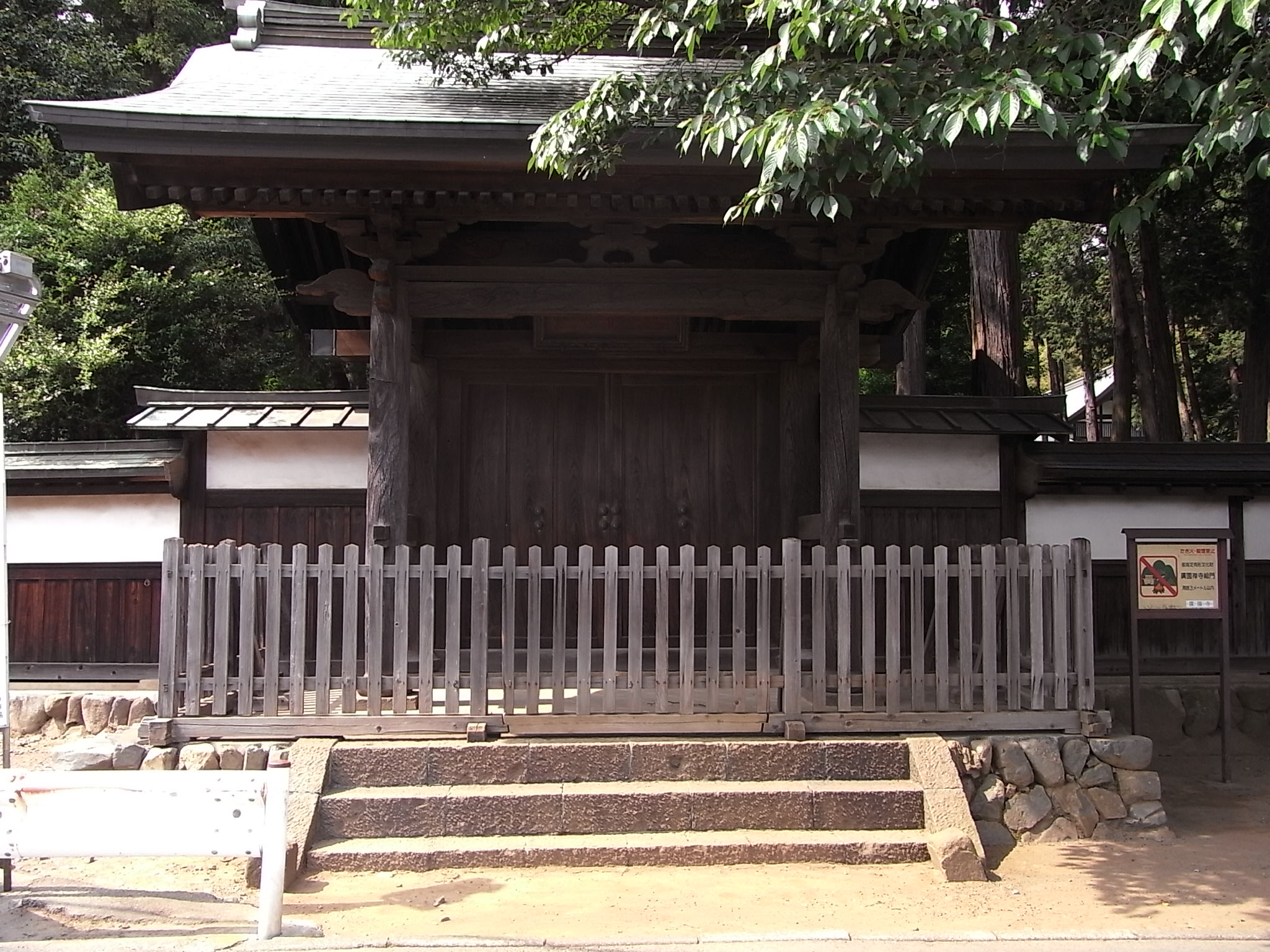
総門（2009年5月23日撮影）
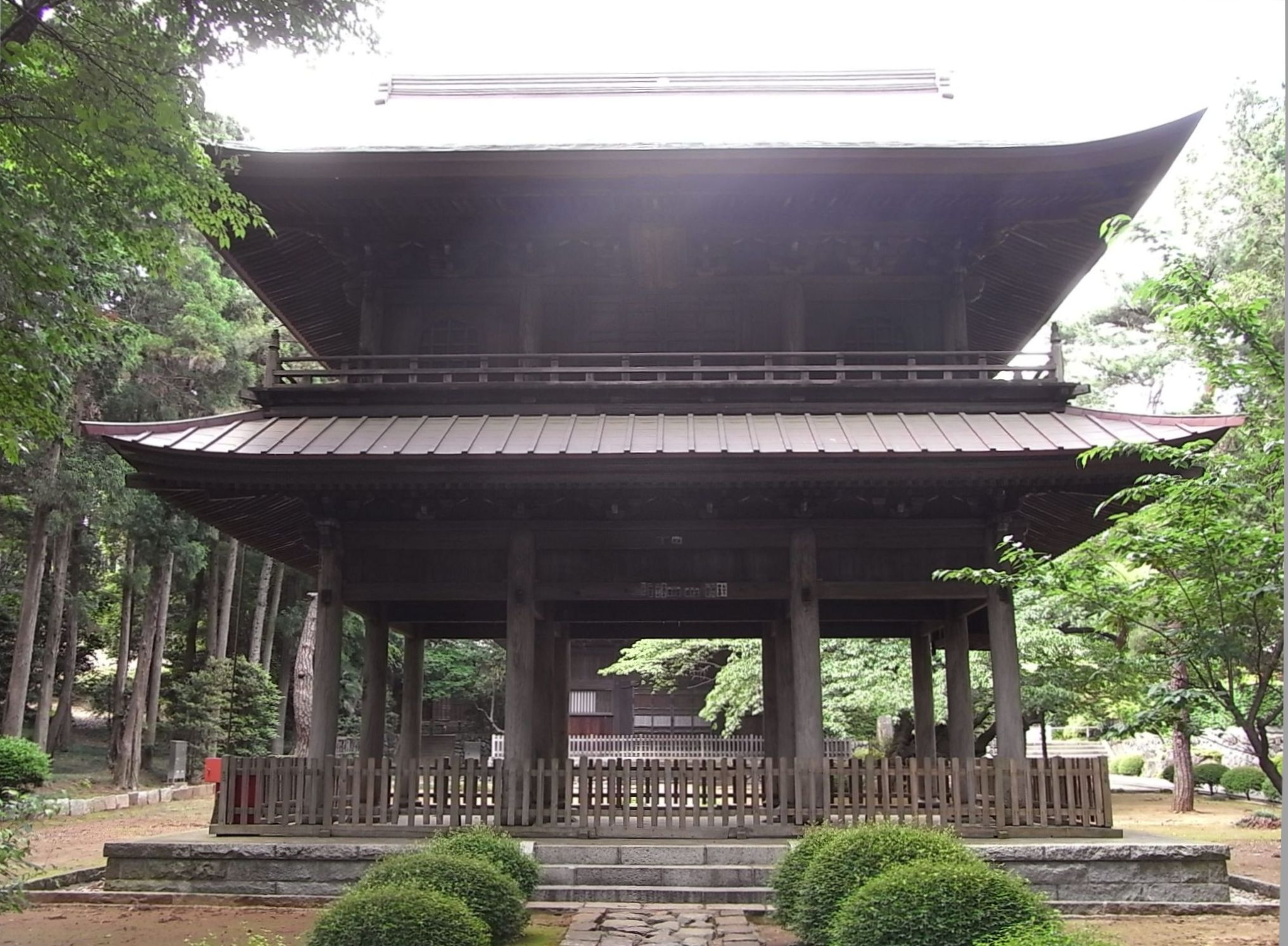
三門（2009年5月23日撮影）
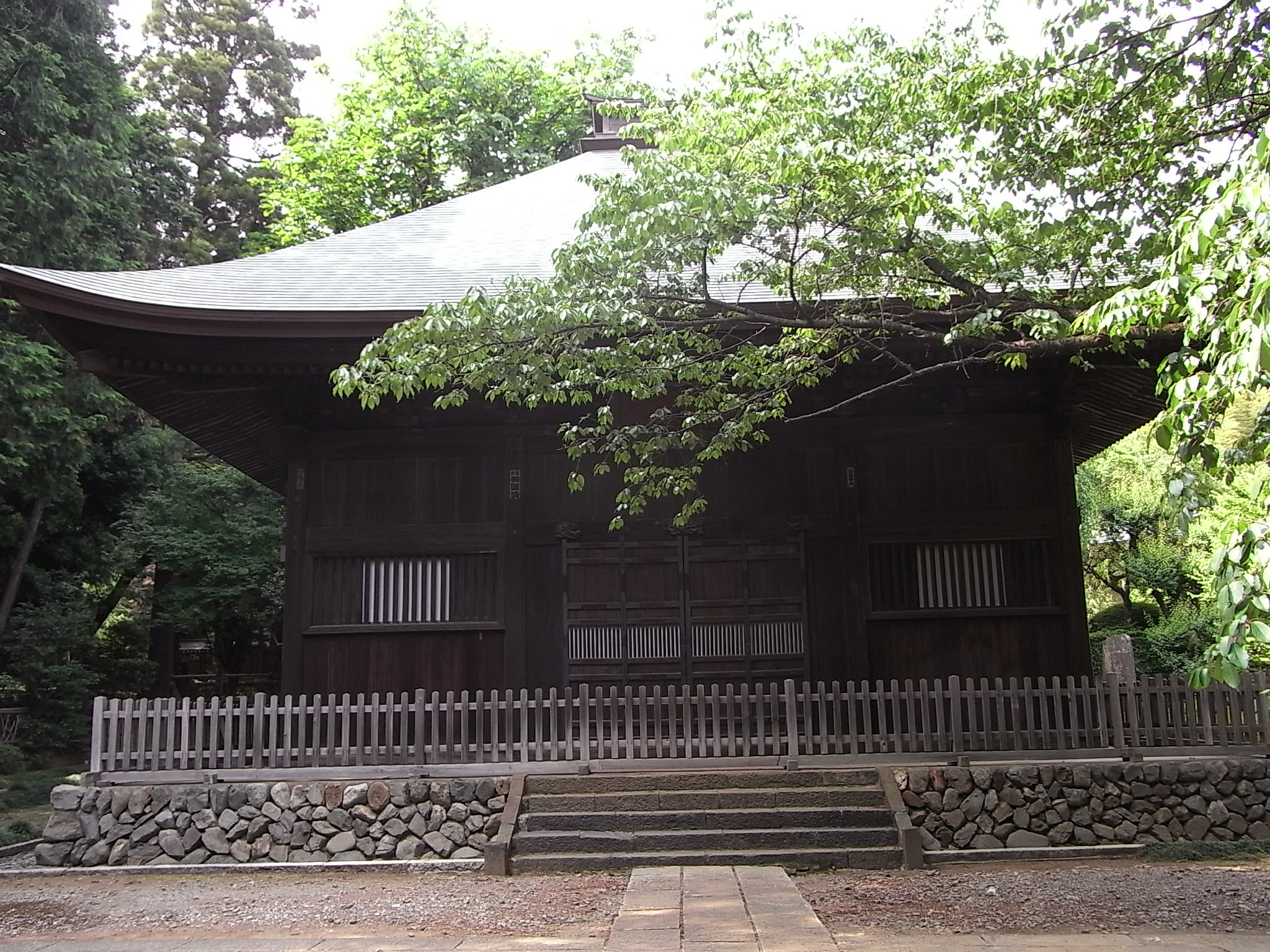
仏殿（2009年5月23日撮影）
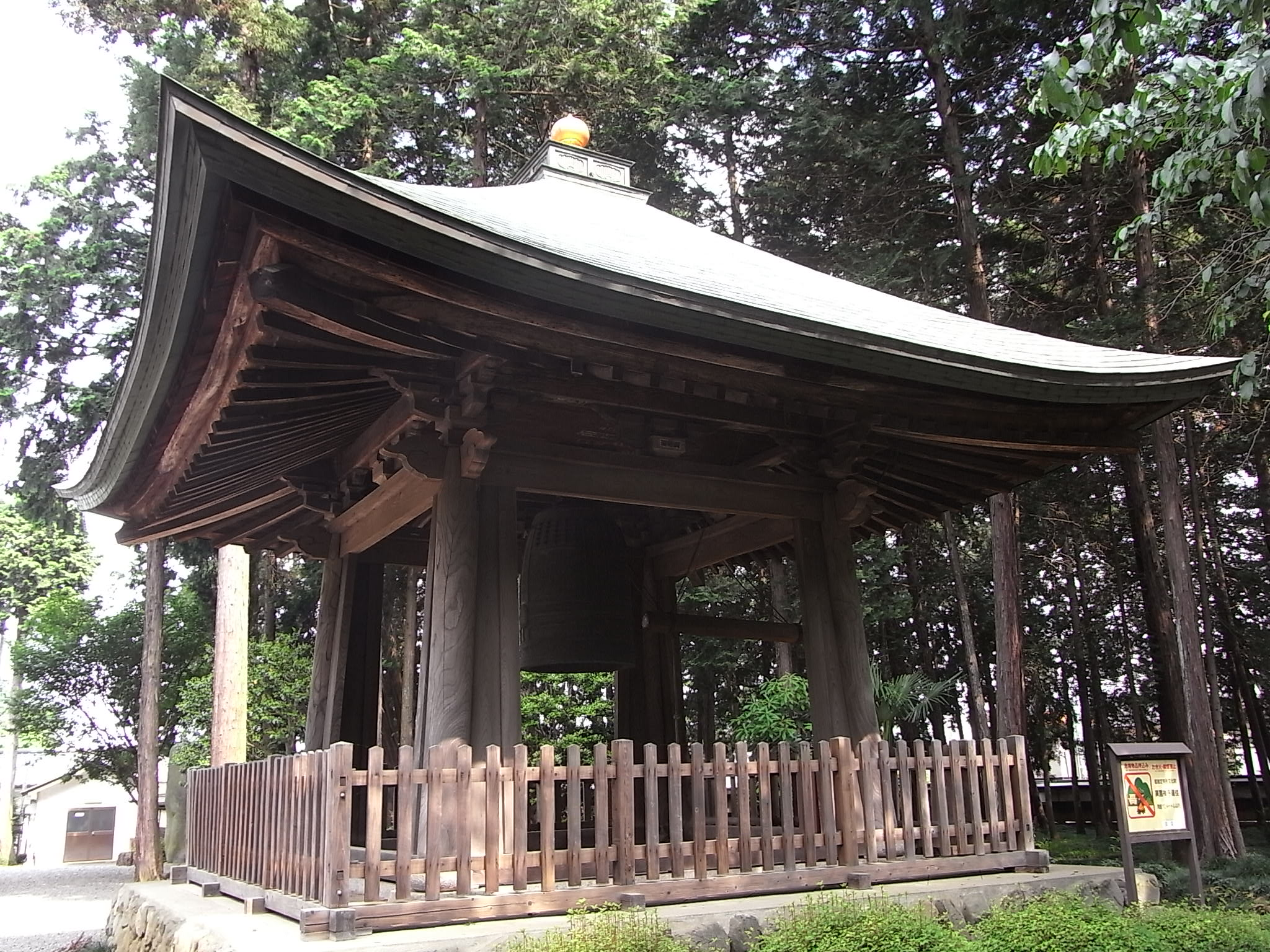
鐘楼（2009年5月23日撮影）
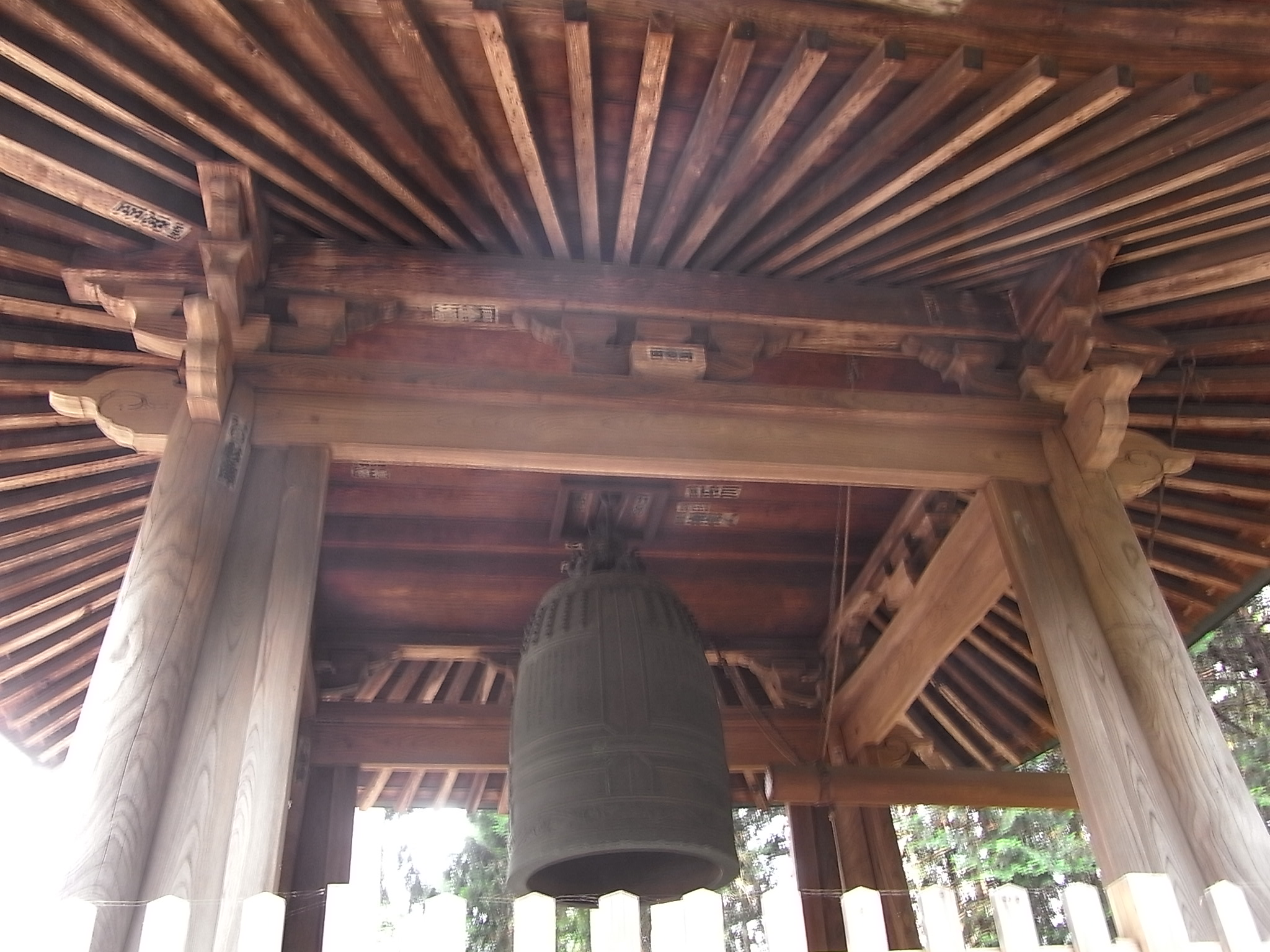
梵鐘（2009年5月23日撮影）
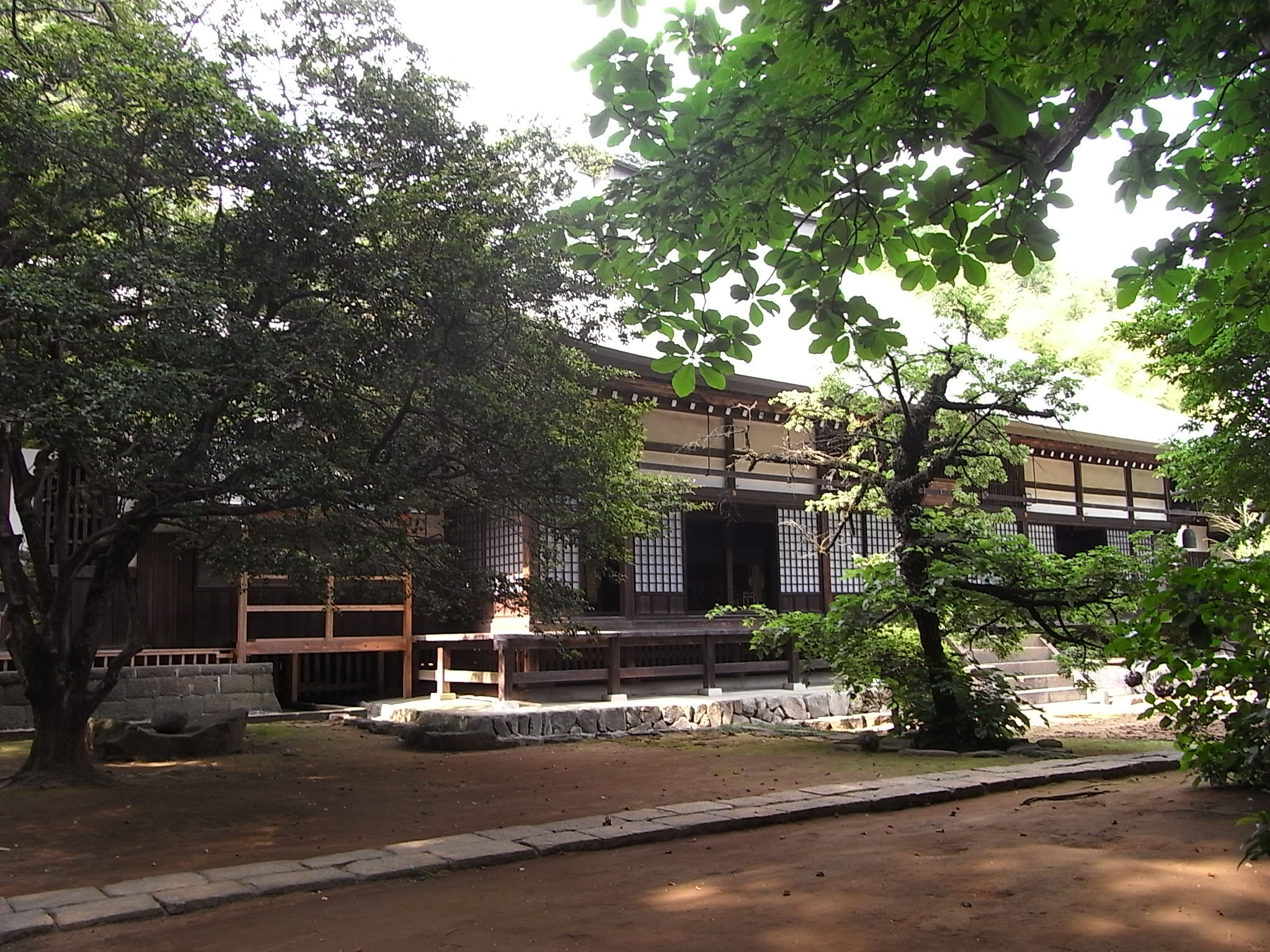
方丈（2009年5月23日撮影）